# Église Saint-Pierre de Parigné-le-Pôlin
L'église Saint-Pierre est un édifice religieux situé sur la commune de Parigné-le-Pôlin, dans la Sarthe. L'édifice a été cédé à la commune par décret impérial en 1807 par son propriétaire Jean Loriot,.

## Principales étapes de construction
Au XIXe siècle, le clocher de 36 mètres de haut est construit et de nombreux travaux de restauration sont effectués jusqu'en 1924, grâce notamment aux dons de la marquise de Broc. Elle a été remaniée aux XVIe, XIXe et XXe siècles. Un début d’incendie qui a eu lieu dans la nuit du 21 au 22 novembre 1943 est à l'origine de la dernière campagne de travaux.
La flèche a été restaurée et équipée d'un paratonnerre peu après que celle-ci ait pris la foudre le 22 août 1995. À la suite de cet événement, le coq sera remplacé et l'ancien conservé dans la salle des mariages de la mairie de Parigné-le-Pôlin.

## Description architecturale
L’église compte huit verrières réalisées en 1944 par Robert Micheau-Vernez, selon une thématique choisie par l’abbé Berthet. Les huit vitraux développent le thème de la Passion. Le chemin de croix est également de Robert Micheau-Vernez.
Elle est équipée de 3 cloches toutes fondues en 1854 par Bollée au Mans. La cloche n°1 d'un diamètre de 995 mm et d'un poids estimé de 575 kg, la cloche n°2 d'un diamètre de  915 mm et d'un poids estimé de 447 kg et enfin la cloche n°3 en mauvais état d'un diamètre de 820 mm et d'un poids estimé de 322 kg.
Les murs sont faits de pierres calcaires et la toiture est en ardoise.

### Les vitraux, œuvre deRobert Micheau-Vernez[8]
Pendant de la Seconde Guerre mondiale, Robert Micheau-Vernez est professeur de dessin au lycée de Brest. Devant la menace des bombardements de cette ville portuaire, l’établissement est évacué vers l'Est et s'installe au château des Perrais à Parigné-le-Pôlin en 1943. Les vitraux de l’église de Parigné-le-Pôlin ayant été détruits en 1943, Robert Micheau-Vernez va alors réaliser en 1944 plusieurs vitraux sur le thème de la Passion du Christ.Ces vitraux aux coloris vifs et aux visages expressifs forment un véritable livre d'images. Le 25 août 1946, la réalisation est bénie par monseigneur Grente, archevêque du Mans.

## Le mobilier[12]
Le patrimoine mobilier de l'église Saint-Pierre est très riche. On remarquera que la statuaire est classée dans son intégralité comme grand nombre de ces tableaux.

### Les tableaux qui retiennent l'attention
Le chemin de croix, une “mise au tombeau”, une Assomption, une crucifixion, probablement de François Fleuriot, peintre manceau du XVIIe siècle. Dans la tribune centrale, une copie du tableau du XVIe siècle, représentant Saint Charles Borromée ainsi qu'une toile qui représente Saint Louis de Gonzague. Enfin, sur le mur nord, le « monument aux morts » une huile sur toile de Lionel Royer.

#### Le chemin de croix, œuvre deRobert Micheau-Vernez
En 1943, toujours lors de son passage au château des Perrais, Robert Micheau-Vernez réalise divers tableaux qui serviront de chemin de croix. Ces quatorze tableaux seront installés sur les murs de la nef en septembre 1947.

Le chemin de croix sera inscrit à l'inventaire supplémentaire des monuments historiques en 2013.

#### Le monument aux morts, œuvre deLionel Royer
“Cette peinture en hommage aux morts de la Grande Guerre fut réalisée par le peintre de Château-du-Loir, Lionel Royer, peu après la fin de la Première Guerre mondiale. Le tableau de  Parigné-le-Pôlin se singularise par sa composition et son iconographie exclusivement christique. La portée chrétienne du message est renforcée par l'analogie entre la Passion rédemptrice du Christ et la mort salvatrice des soldats. Le tableau a pu être commandé par la marquise de Broc qui appréciait tout particulièrement le peintre par qui elle avait fait faire son portrait et celui de son époux. La marquise participa activement aux débats sur l'emplacement du monument aux morts communal. Finalement, ce dernier fut érigé sur la place de l'église par Tansorier, marbrier à la  Suze-sur-Sarthe, en juin 1922. La liste des morts est identique sur les deux monuments.”

#### L’Assomption de la Vierge accompagnée des Anges Musiciens

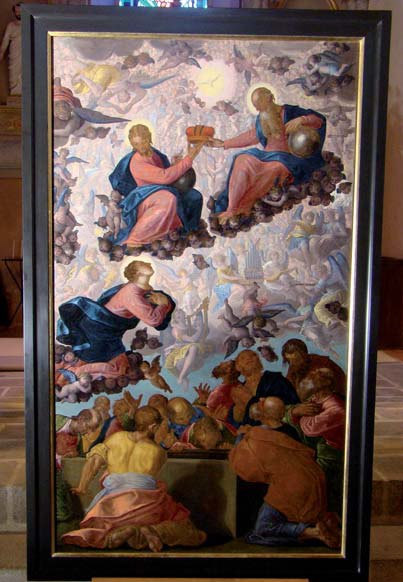
Tableau de l'Assomption de la Vierge

L’Assomption de la Vierge est un tableau anonyme datant de la première moitié du XVIIe siècle.
“Au premier plan, les douze apôtres représentés autour du tombeau de la Vierge. Au deuxième plan, la Vierge est représentée à droite avec au-dessus d’elle, Dieu le Père et Jésus Christ. En arrière-fond, un foisonnement d’Anges musiciens et de putti entoure ces trois personnages. La composition est très atypique, combinant, à la fois, une assomption et un couronnement de la Vierge. Le peintre a adopté une grande liberté en jouant, non seulement sur la mise en place de différents plans mais, également, en utilisant des tons très sombres superposés à des tons clairs”.
En 1980, le tableau sera inscrit à la liste des objets des monuments historiques.
Le tableau a été restauré en 2008 par la commune de Parigné-le-Pôlin avec le concours du conseil général de La Sarthe. Celui-ci a été présenté au salon Denkmal à Leipzig (Allemagne) en 2008,.

#### Tableau “Mise au tombeau”

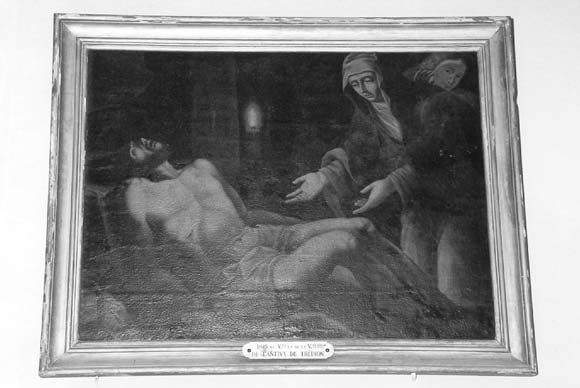
Tableau de la “Mise au tombeau”

Ce tableau est une copie du XVIIe siècle d’un tableau de Jacopo Bassano, offert par la vicomtesse de Lantivy, classée par arrêté préfectoral de 1980,.

### La statuaire
Sur le petit autel, à gauche, dans la nef, une Vierge à l’enfant en terre cuite polychrome du XVIIe siècle. Sur le petit autel à droite, dans la nef, Saint Sébastien. Sur la poutre de gloire, un groupe de la crucifixion en terres cuites du XVIIe siècle. Dans le chœur, Saint Pierre et Saint Paul.

#### La Vierge à l'Enfant ou la Vierge à la grappe
La statue de la Vierge à l'Enfant ou la Vierge à la grappe date du XVIIe siècle, elle est située dans le fond de la chapelle des Perrais (aile sud).
En novembre 2020, une première étude stratigraphique, un dépoussiérage ainsi qu'une consolidation des doigts de la statue ont été réalisés par Marie Gouret, restauratrice en patrimoine. L'étude a révélé que la statue était recouverte d'une peinture monochrome qui avait dissimulé sa splendeur polychrome originelle. De plus, il a été découvert que la grappe de raisin en plâtre tenue dans l'une de ses mains était un simple ajout dépourvu d'intérêt artistique.

En 2023, la municipalité a décidé d'entreprendre des travaux de restauration afin de lui rendre son aspect polychrome d'origine et de supprimer la grappe de raisin, qui altérait l'intégrité de l'œuvre. Celle-ci retrouvera sa place dans l'église en décembre 2023.  

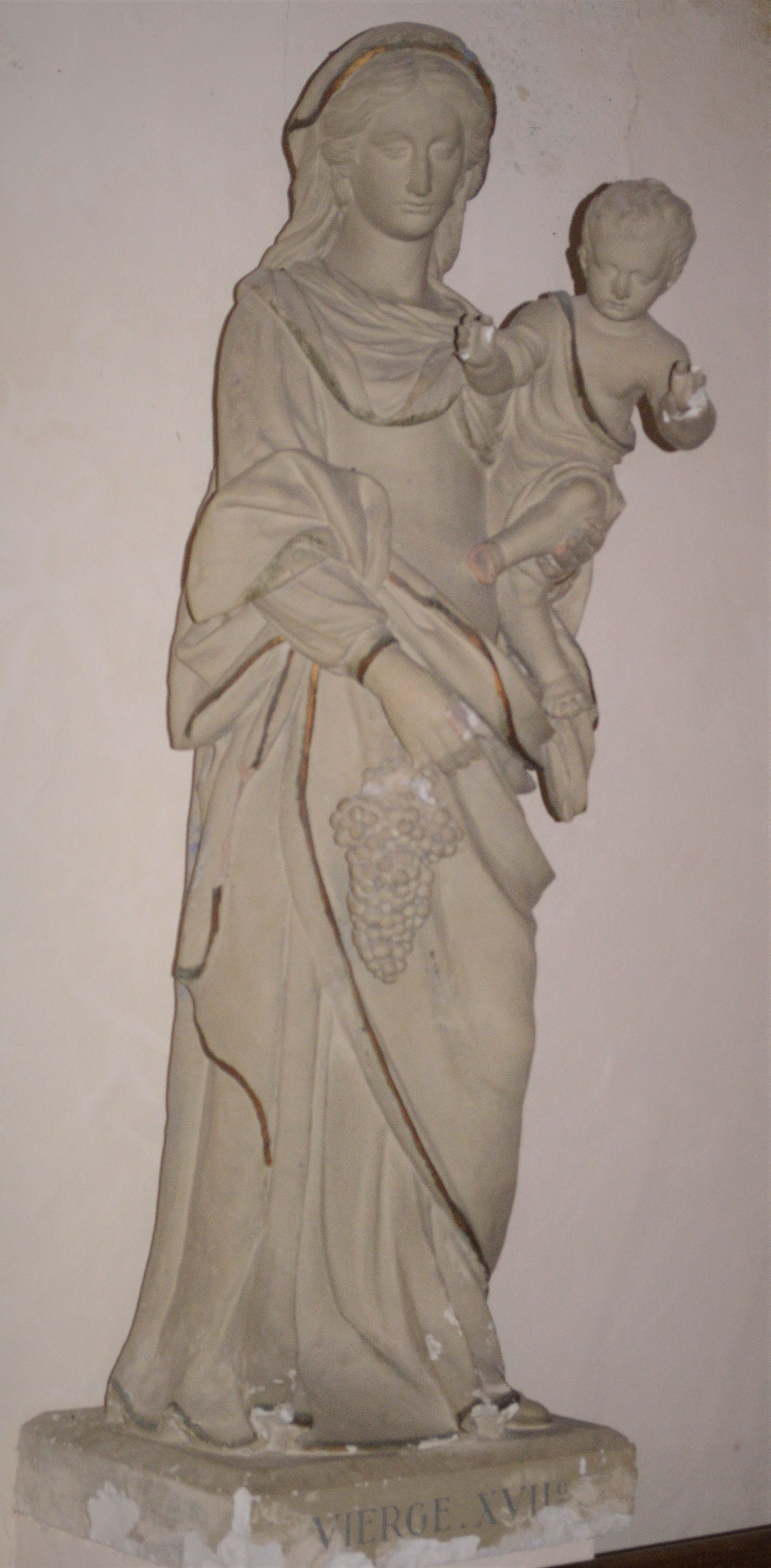
Vierge à la grappe avant restauration
La Vierge à l'enfant après restauration 2023
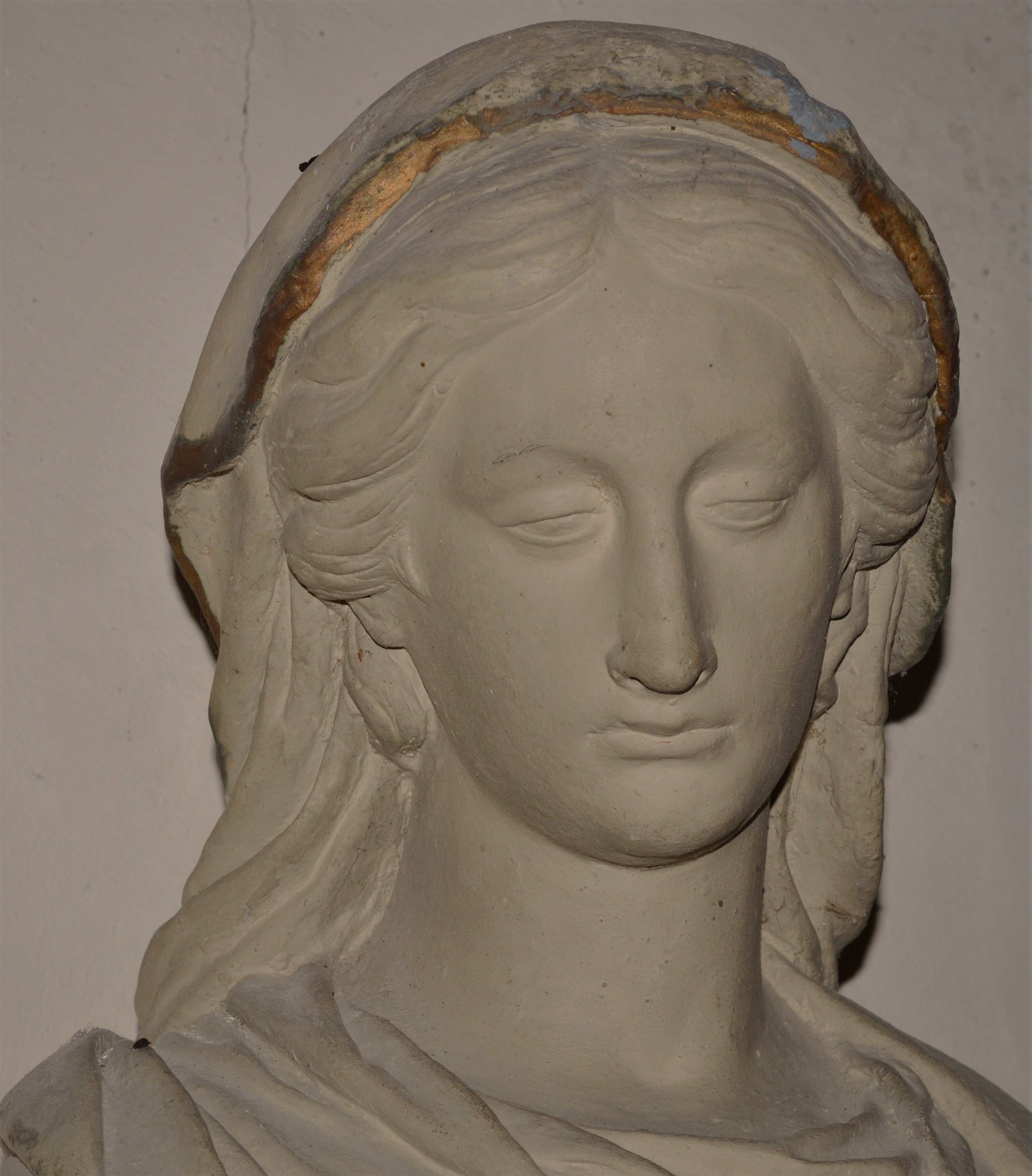
Portrait de la Vierge
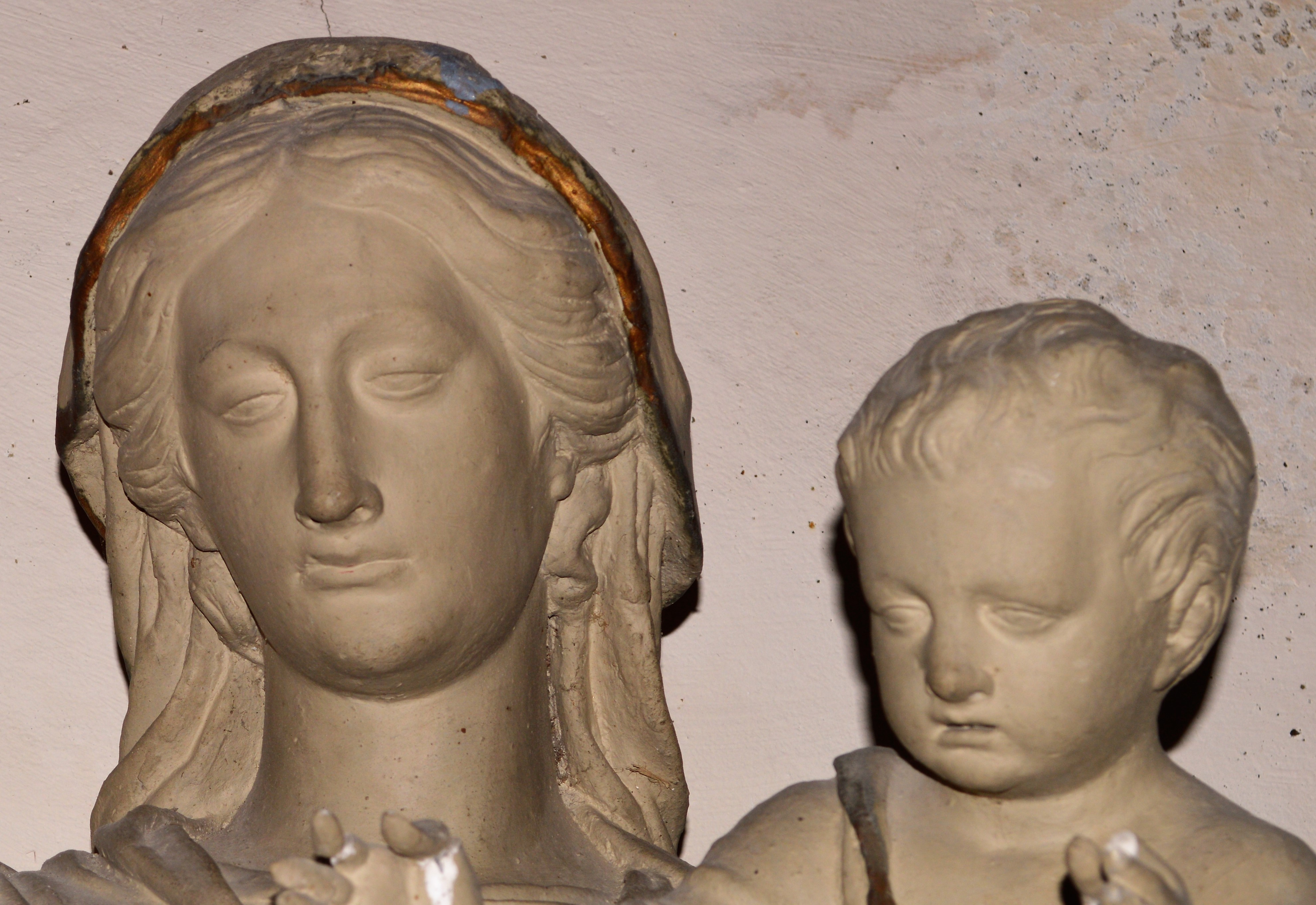
La Vierge et l'enfant

## Les Chapelles
La chapelle dite de la Forterie a été construite en 1633 après que Michel du Bouchet obtienne en 1605 du Parlement de Paris l'autorisation de sa construction. Elle est située dans l'aile nord en face de la chapelle des Perrais plus ancienne et plus petite.

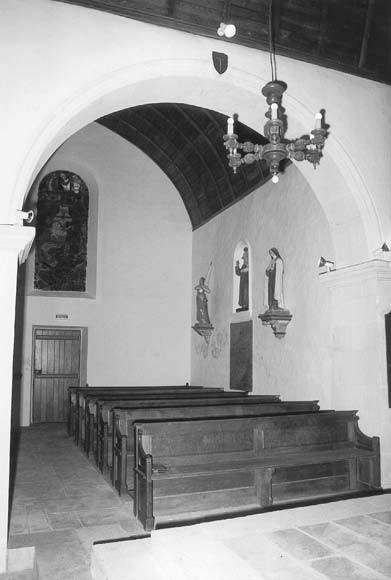
Chapelle de la Forterie Façade Nord
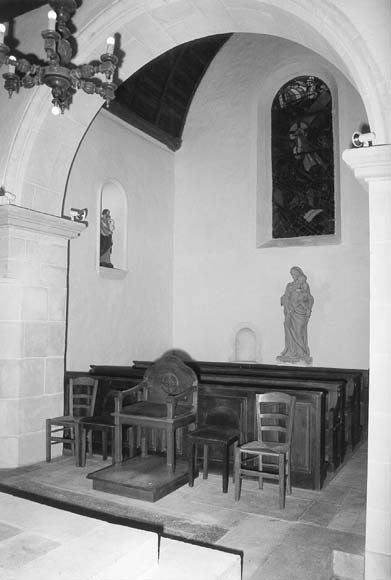
Chapelle des Perrais Façade Sud

## Photos d'archive 1900-1920[29]

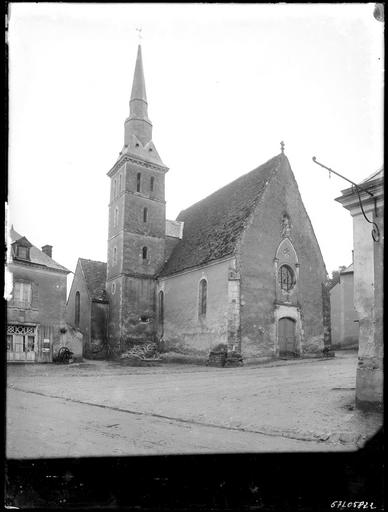
Le clocher
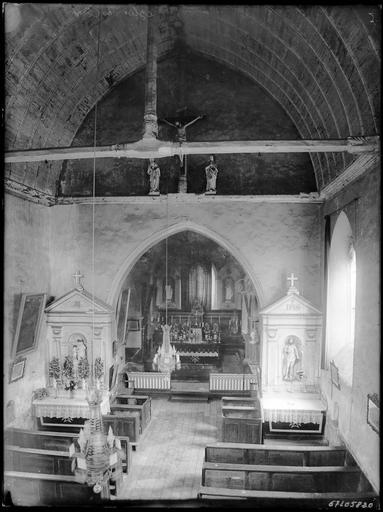
La nef vers l'autel
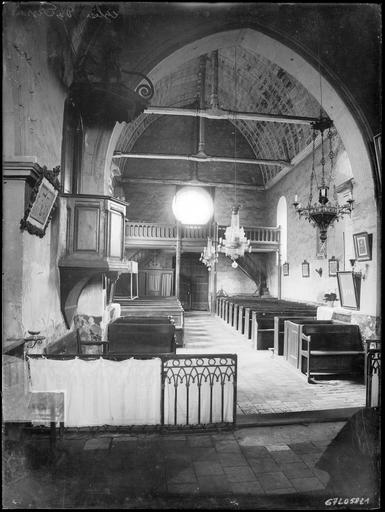
La nef vers l'entrée

## Photo d'archive 1995-2012

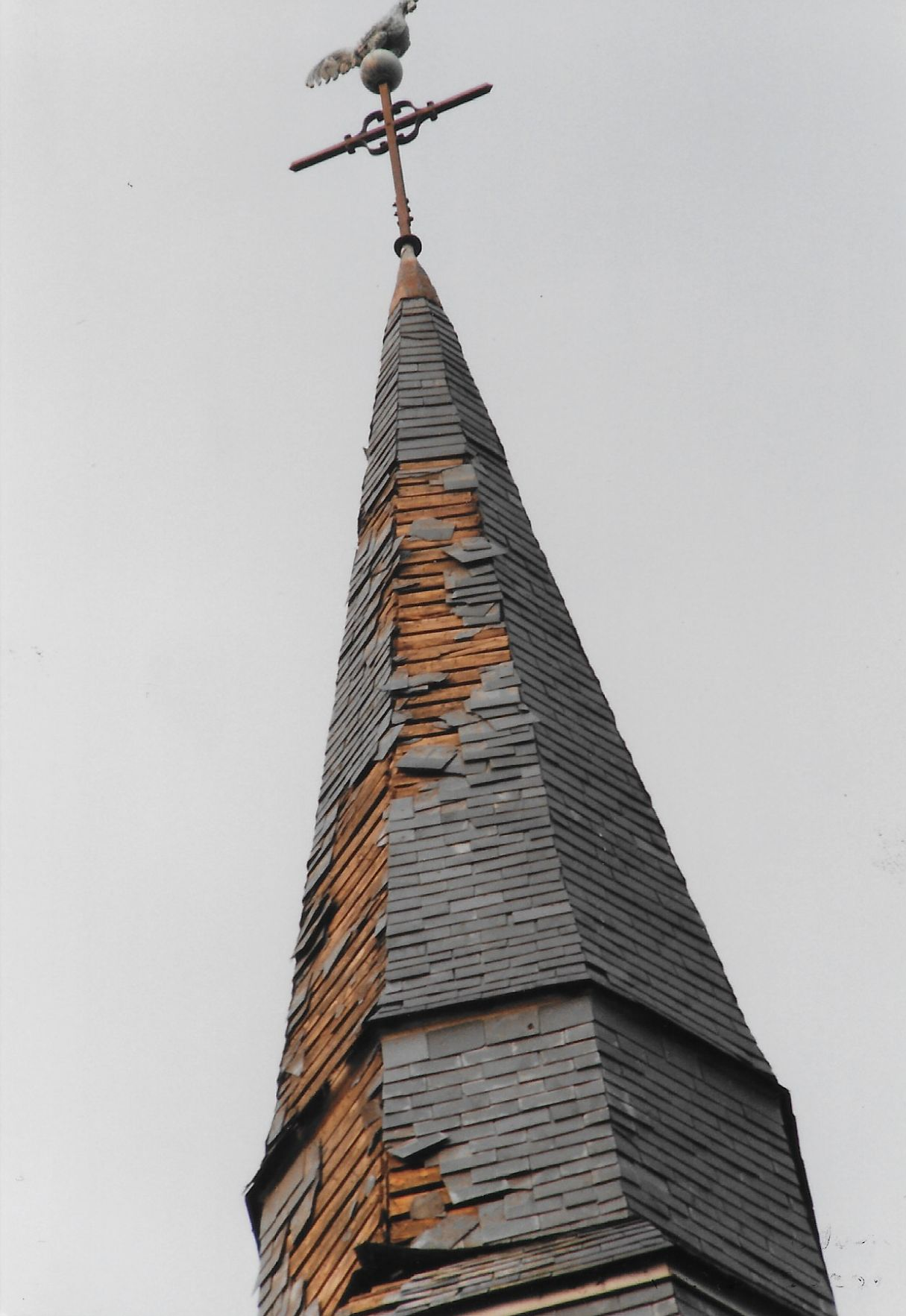
Dégâts de la flèche à la suite de la foudre - 22 août 1995